# Papyrus 3
Papyrus 3 Gregory-Aland mærket(signum) med {\displaystyle {\mathfrak {P}}}3 er et tidlig skrift fra Det Nye Testamente på Græsk. Det er et papyrus fragment med et indhold fra Lukasevangeliet. Manuskriptet er via dets Palæografi er blevet anslået til at stamme fra slutningen af  6. århundrede eller starten af det 7. århundrede. 
Det meste af teksten er udformet som Lektionarie.
Manuskriptet bliver opbevaret på  Østrigske National Bibliotek (Pap. G. 2323).

## Tekstens indhold
Luk 7:36
ΑΓΓ . . ΙΟ
ΤΟΝ Κ ̣̅ ΗΣου
ΤΟΝ̣Τ̣Ω̣ΝΦΣΡΙΣ̣
Ε̣Λ̣ΘΩΝΕ̣ΙΣΤ̣
ΙΕΙΔΟΥΓΥΝΗΗΤΙΣΗ
ΓΝΟΥΣΑΟΤΙ̣ΚΑΤΑΚ
ΣΑΑΛΑΒΑΣΤΡΟΝΜΥΡ̣
Ο̣ΔΑΣΑΥΤΟΥΚΛΑΣΙΟΥΣ̣
ΥΣΠΟΔΑΣΑΥΤΟΥ ΚΑΙ
ΕΞΕΜΑΞΕΝΚΑΙΚΑΤΕ
ΗΛΙΦΕΝ ΤΩΜΥΡΩ
ΑΣΑΥΤΟΝΕΙΠΕΝΕ . . . . ΤΩ
ΗΣΕΓΙΓΝΩΣΚΕΝΑΝΤ̣ΙΣΚΑΙΠΟΤΑΠ
ΤΑΙΑΥΤΟΥΟΤΙΑ.ΑΡΤΩΛΟ̣ΣΕΣΤΙΝ
ΕΙΠΕΝ Ο ΙΣΠΡΟΣ̣Α.Τ̣Ο̣Ν̣ΣΙΜΩΝ
ΔΕΔΕΔΑ . . . ΛΕΕΙ̣ΠΕΝΦΗΣΙΝΔΥΟ
ΤΙΝΙΟΕΙΣΩ
Η̣ΚΟΝ̣ΤΑΜΗ̣
ΤΟΤΙΣΟΥ
ΔΕΣΙΜΩ̣
Π̣ΕΝΑΥΤΩ̣
Ω̣Σ̣Ι̣ΜΩ
Luke 10:38
ΝΤΟΥΑΓΙΟυΛΟυΚΑ
. . . . . . ΚΩΜΗ̣
ΡΕΥΕΣΘΑΙΑΥΤΟΥ
ΘΕΝΕΙΣΚΩΜΗΝΤΙΝ

## References
1. ↑  "New Testament Transcripts Prototype". Arkiveret fra originalen 30. maj 2012. Hentet 3. april 2012.
2. ↑  Aland, Kurt (1995). The Text of the New Testament: An Introduction to the Critical Editions and to the Theory and Practice of Modern Textual Criticism. Grand Rapids: William B. Eerdmans Publishing Company. s. 96. ISBN 978-0-8028-4098-1. {{cite book}}: Ukendt parameter |coauthors= ignoreret (|author= foreslået) (hjælp)